# Maria Teresa
Maria Teresa  è un nome proprio di persona italiano femminile.

## Varianti
- Femminili: Mariateresa[1][2][3]

### Varianti in altre lingue
- Ceco: Marie Terezie
- Francese: Marie-Thérèse
- Inglese: Maria Theresa
- Polacco: Maria Teresa
- Portoghese: Maria Teresa
- Spagnolo: María Teresa
- Tedesco: Maria Theresa, Maria Theresia
- Ungherese: Mária Terézia

## Origine e diffusione
Si tratta di un nome composto, formato dall'unione di Maria e Teresa. Secondo dati raccolti negli anni '70, è in assoluto il più diffuso dei composti basati su Maria, con 153.000 persone così chiamate all'epoca (seguito da Maria Luisa e da Maria Grazia con rispettivamente 149.000 e 107.000 occorrenze).

## Onomastico
Oltre a poter festeggiare l'onomastico in concomitanza di quelli di Maria e Teresa, vi sono molte beate che portano questo nome, fra le quali, nelle date seguenti:
- 7 gennaio, beata Maria Teresa del Sacro Cuore, fondatrice delle Figlie della Santa Croce[4]
- 18 gennaio, beata Maria Teresa Fasce, agostiniana[4]
- 9 maggio, beata Maria Teresa di Gesù, al secolo Carolina Gerhardinger, fondatrice delle Povere Suore Scolastiche di Nostra Signora[4]
- 7 giugno, beata Maria Teresa de Soubiran La Louvière, fondatrice delle Suore di Maria Ausiliatrice[4]
- 16 giugno, beata Maria Theresia Scherer, religiosa[4]
- 6 luglio, beata Maria Teresa Ledóchowska, vergine[4]
- 25 luglio, beata Maria Teresa di Gesù Bambino, religiosa e martire nel campo di concentramento di Soldau[4]
- 20 settembre, beata Maria Teresa di San Giuseppe, fondatrice delle Suore carmelitane del Divin Cuore di Gesù[4]
- 25 ottobre, beata Maria Teresa Ferragud Roig, martire con le quattro figlie suore a Cruz Cubierta[4]
- 13 novembre, beata Maria Teresa di Gesù, al secolo Maria Teresa Scrilli, fondatrice delle Suore di Nostra Signora del Carmelo[4]

## Persone

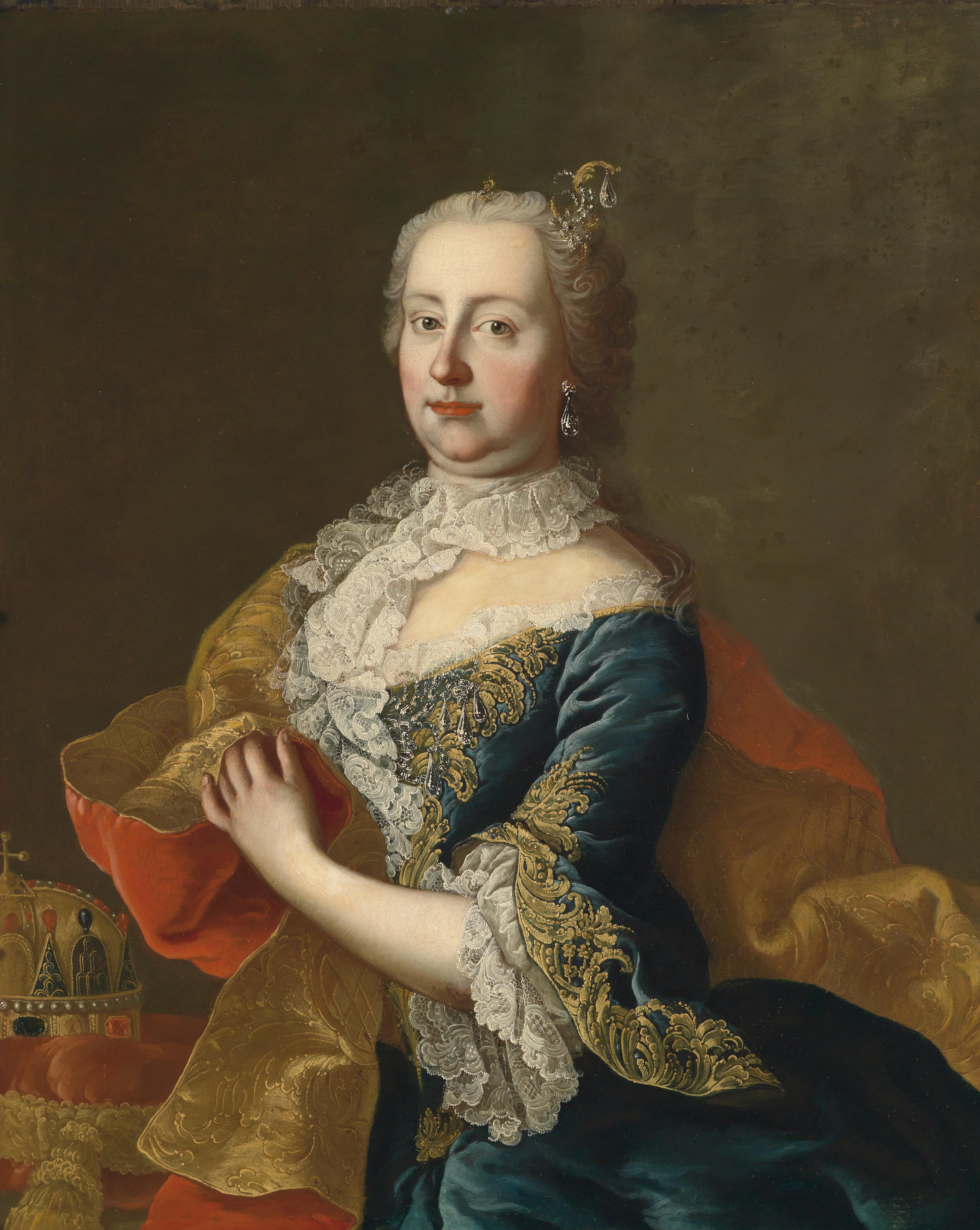
Maria Teresa d'Austria

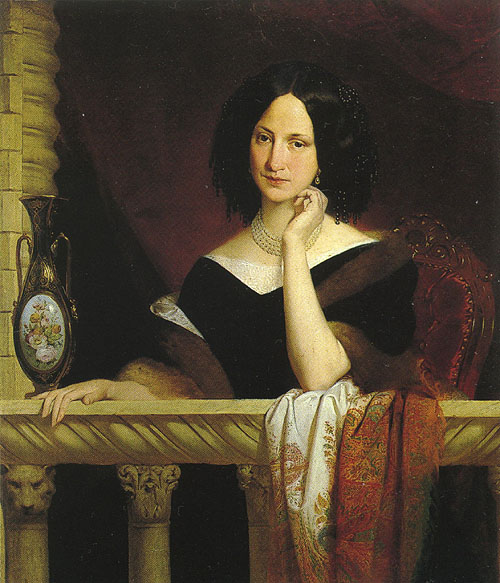
Maria Teresa d'Asburgo-Este

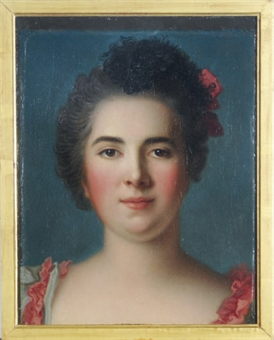
Marie-Thérèse de La Ferté-Imbault

- Maria Teresa d'Asburgo, Regina di Francia
- Maria Teresa d'Asburgo-Este (1773-1832), regina consorte di Sardegna
- Maria Teresa d'Asburgo-Este (1817-1886), Contessa di Chambord
- Maria Teresa d'Asburgo-Teschen, Regina delle Due Sicilie
- Maria Teresa d'Austria, arciduchessa regnante d'Austria, re apostolico d'Ungheria, regina regnante di Boemia, Croazia e Slavonia, duchessa regnante di Parma e Piacenza e duchessa regnante di Milano
- Maria Teresa di Borbone-Condé, monarca titolare di Polonia
- Maria Teresa Carlotta di Borbone-Francia, duchessa di Angoulême
- Maria Teresa di Borbone-Napoli, ultima Imperatrice del Sacro Romano Impero e prima Imperatrice d'Austria
- Maria Teresa Agnesi Pinottini, compositrice e clavicembalista italiana
- Maria Teresa Albani, attrice italiana
- Maria Teresa Cau, cantautrice italiana
- Maria Teresa Cybo-Malaspina, duchessa sovrana di Massa e principessa di Carrara
- Maria Teresa Ledóchowska, religiosa polacca
- Maria Teresa Nuzzo, religiosa e medico maltese
- Maria Teresa Ruta, showgirl e conduttrice televisiva italiana
- Maria Teresa Vianello, attrice italiana

### Variante María Teresa
- María Teresa Andruetto, scrittrice argentina
- María Teresa Campos, giornalista e conduttrice televisiva spagnola
- María Teresa Fernández de la Vega, politica spagnola
- María Teresa Francville, modella italiana
- María Teresa León, scrittrice spagnola
- María Teresa Mestre, granduchessa consorte del Lussemburgo
- María Teresa Torró Flor, tennista spagnola

### Variante Marie-Thérèse
- Marie-Thérèse d'Alverny, storica e bibliotecaria francese
- Marie-Thérèse de La Ferté-Imbault, salottiera francese
- Marie-Thérèse Rodet Geoffrin, salottiera francese
- Marie-Thérèse Walter, modella francese

### Altre varianti
- Maria Thereza Alves, artista brasiliana
- Mariateresa Di Lascia, politica e scrittrice italiana
- Mary Therese Friel, modella statunitense
- Marie-Theres Nadig, sciatrice alpina e allenatrice di sci alpino svizzera
- Marie Thérèse Sophie Richard de Ruffey, nobile francese
- Maria Theresia Scherer, religiosa svizzera
- Maria Therese Tviberg, sciatrice alpina norvegese